# Walter Lundborg
Walter Lundborg, född 7 februari 1916 i Göteborg, död 27 april 1995 i samma stad, var en byggmästare i Göteborg. Han grundade Walter Lundborg Byggnads AB som uppförde många hus i Göteborg under 1950- och 1960-talet. Verksamheten finns kvar men är idag ett förvaltande bolag.
KB Vegabyggen bildades 1959 av förutom Walter Lundborg av Ernst Rosén, Ivar Kjellberg och Holger Blomstrand. Lundborg grundade konsortiet Hällungen tillsammans med Ernst Järnfelt, Gunnar Zetterberg och Torild Alexandersson 1966.
Han kallades "Walter Tumstock".